# Église Notre-Dame-de-la-Nativité de Bercy
Pour les articles homonymes, voir Église Notre-Dame-de-la-Nativité.
L'église Notre-Dame-de-la-Nativité de Bercy est une église catholique située dans le 12e arrondissement de Paris, dans le quartier de Bercy, sur la place Lachambeaudie et isolée au milieu des voies de circulation. Elle est aussi souvent appelée Notre-Dame de Bercy.
L'animation de la paroisse a été confiée par l'archevêque de Paris à la Communauté de l'Emmanuel.

## Histoire
Avant la construction de l'église Notre-Dame-de-la-Nativité de Bercy, les habitants de ce qui était, à l'époque, le village de Bercy, étaient très éloignés de leur église paroissiale l'église Sainte-Marguerite de Paris, dans le faubourg Saint-Antoine. En 1677, l'église est édifiée par les pères de la doctrine Chrétienne sous le nom de Notre-Dame de Bon Secours. L'église conventuelle devient église paroissiale en 1790, à la suite de la création de la commune de Bercy.
Elle est détruite en 1821 car quasiment en ruine, puis reconstruite les années suivantes (première pierre le 8 juin 1823) par l'architecte André Chatillon. Elle est consacrée en 1826 sous le nom de Notre-Dame de la Nativité.
En mai 1871, elle est détruite à nouveau, incendiée pendant la Semaine sanglante à la fin de la Commune, en même temps que la première mairie du douzième arrondissement, alors toute proche. Elle est la seule église parisienne à subir ce sort. Elle est reconstruite à l'identique par l'architecte Antoine-Julien Hénard, également architecte de la nouvelle mairie,.
L'église est totalement inondée pendant la crue de la Seine de 1910.
En avril 1944, pendant la Seconde Guerre mondiale, elle est touchée par le bombardement des voies de chemin de fer situées juste derrière.
En 1982, un incendie détruit le banc d'œuvre, un calvaire et une partie du parquet. L'église est restaurée en 1985.
L’église est inscrite au titre des monuments historiques en 1982.

## Architecture
L'architecture de l’église prend comme modèle les basiliques romaines antiques.
L’église comprend une nef principale et deux nefs latérales avec des transepts peu saillants. Son style, sobre et solide, se distingue toutefois par un porche de facture classique, avec fronton et colonnes, et par un chevet décoré à l'extérieur par des motifs d'inspiration byzantine.
Les deux sculptures de la façade — de saint Pierre et saint Paul — sont des œuvres d’élèves de l’école française réalisées en 1866.

L'extérieur
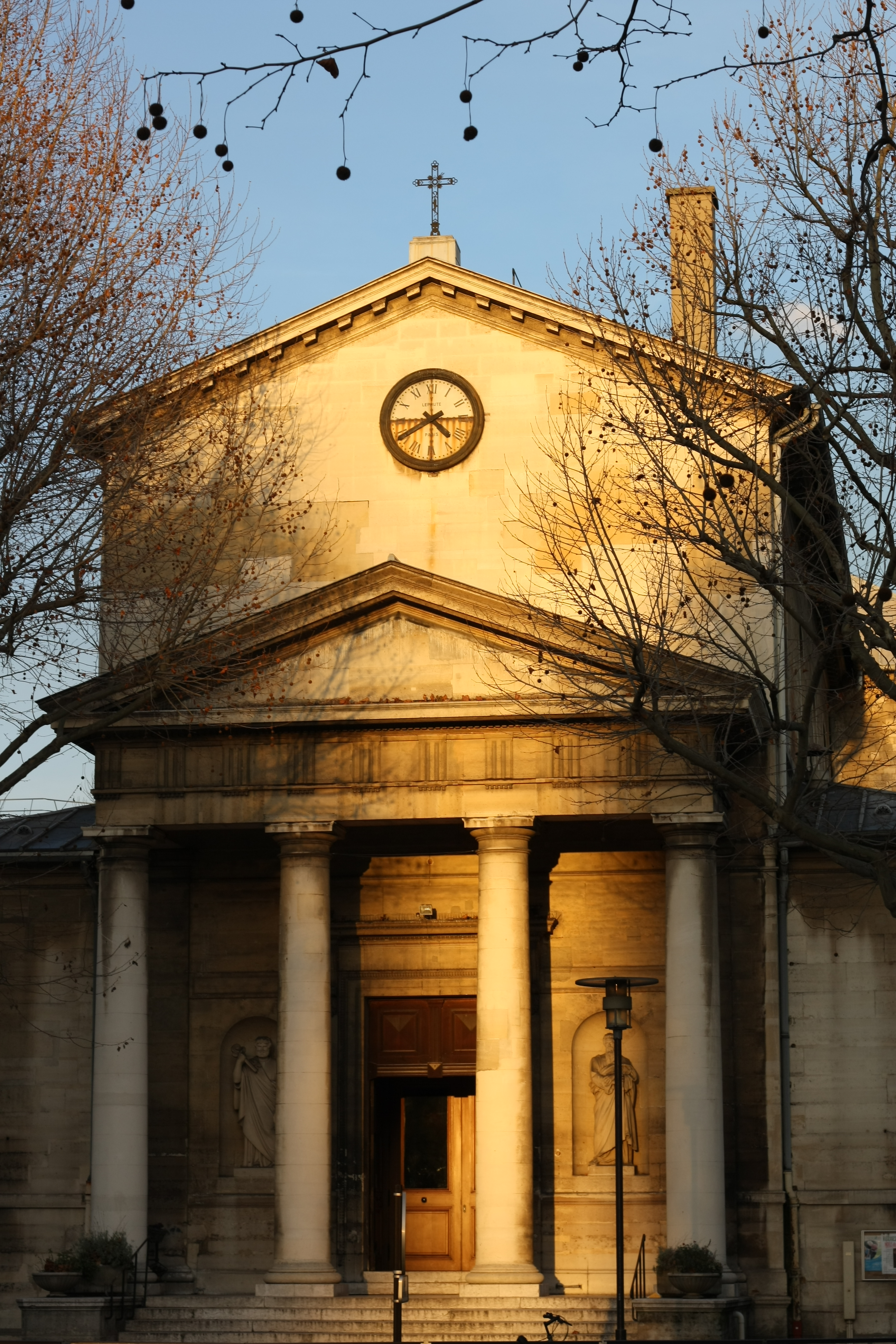
Portail, façade sud.
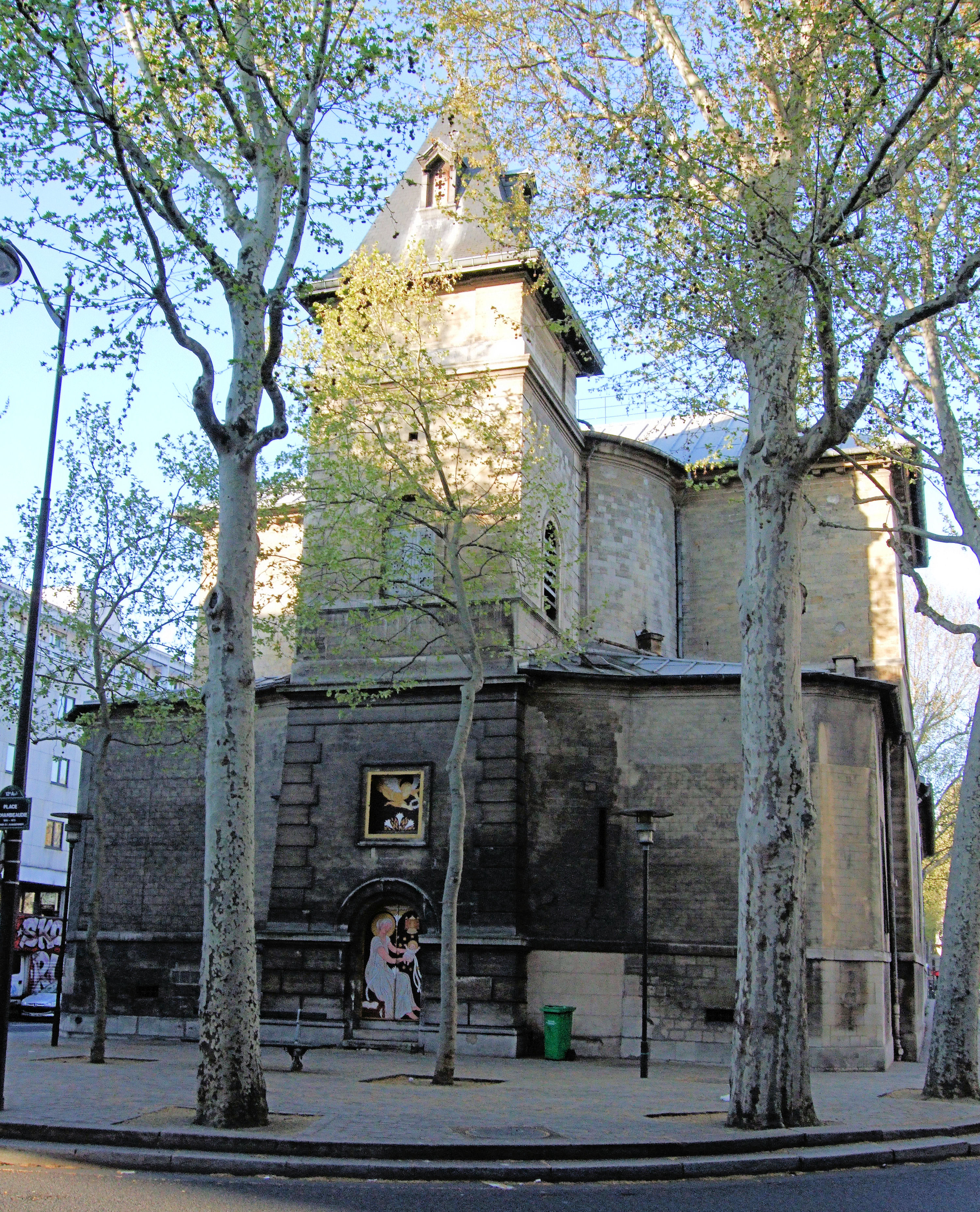
Chevet.
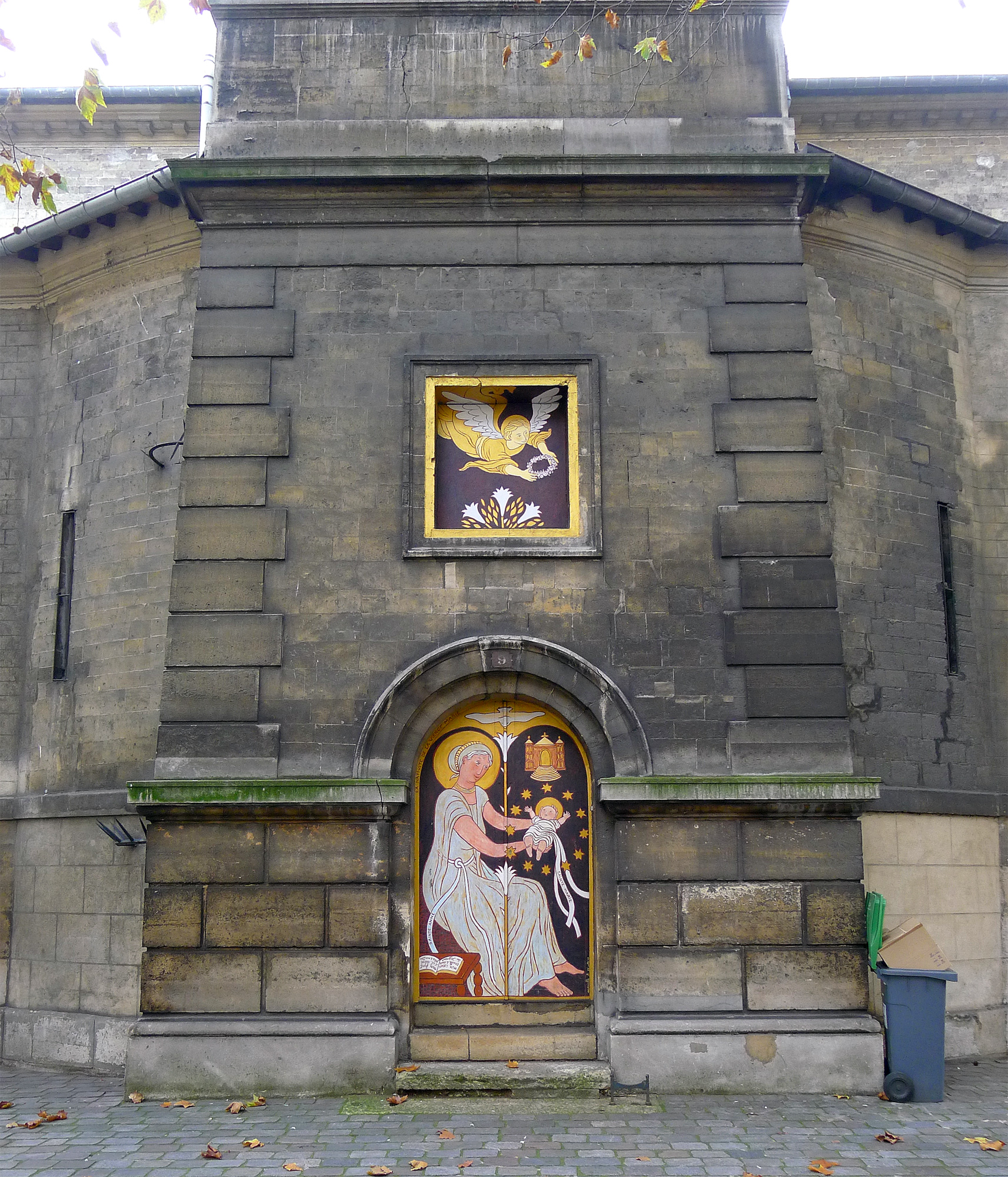
Chevet (détail).

À l'intérieur, la nef présente un plafond plat et un chœur peu profond.

L'intérieur
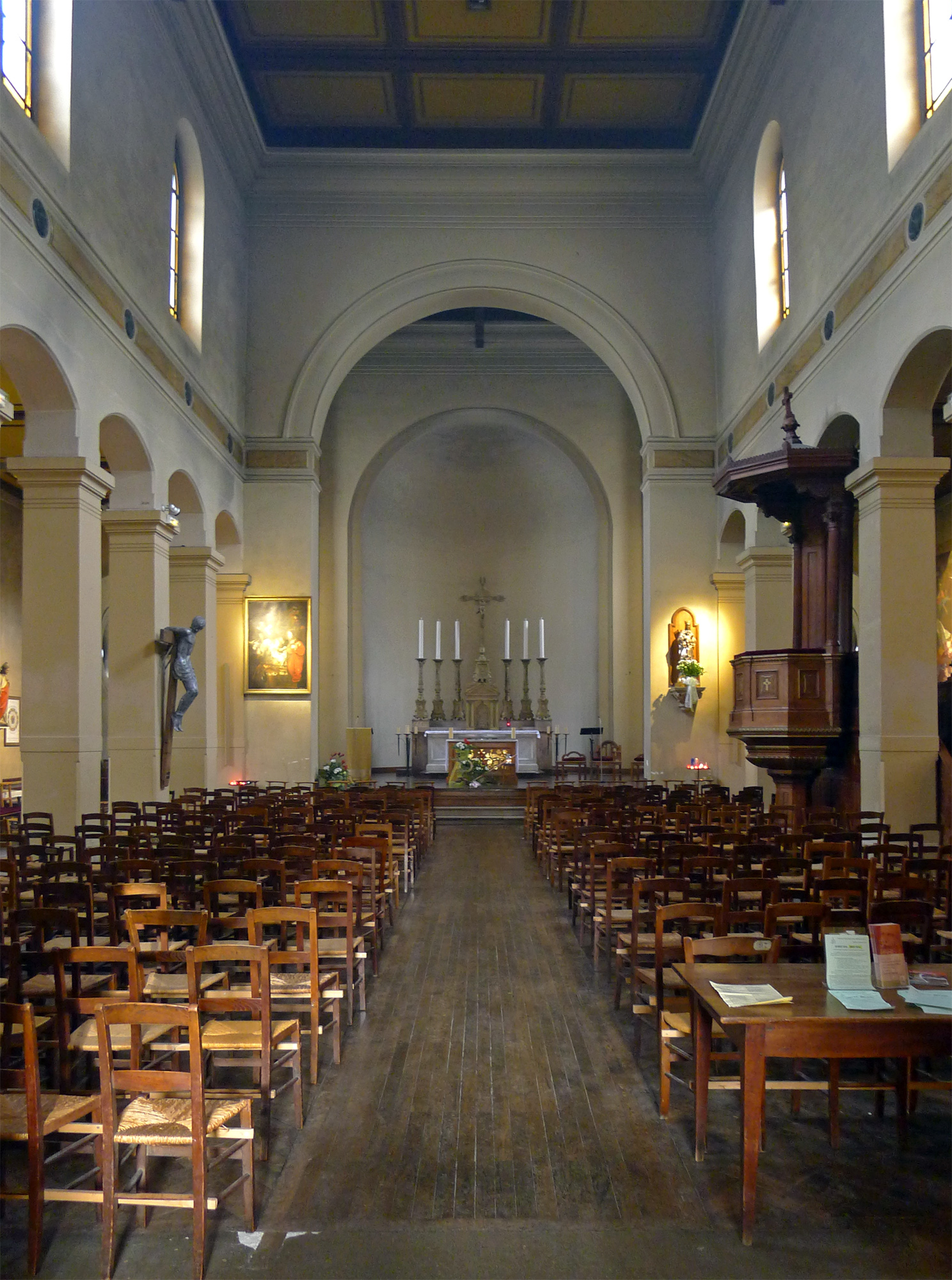
Nef, vers l'autel.
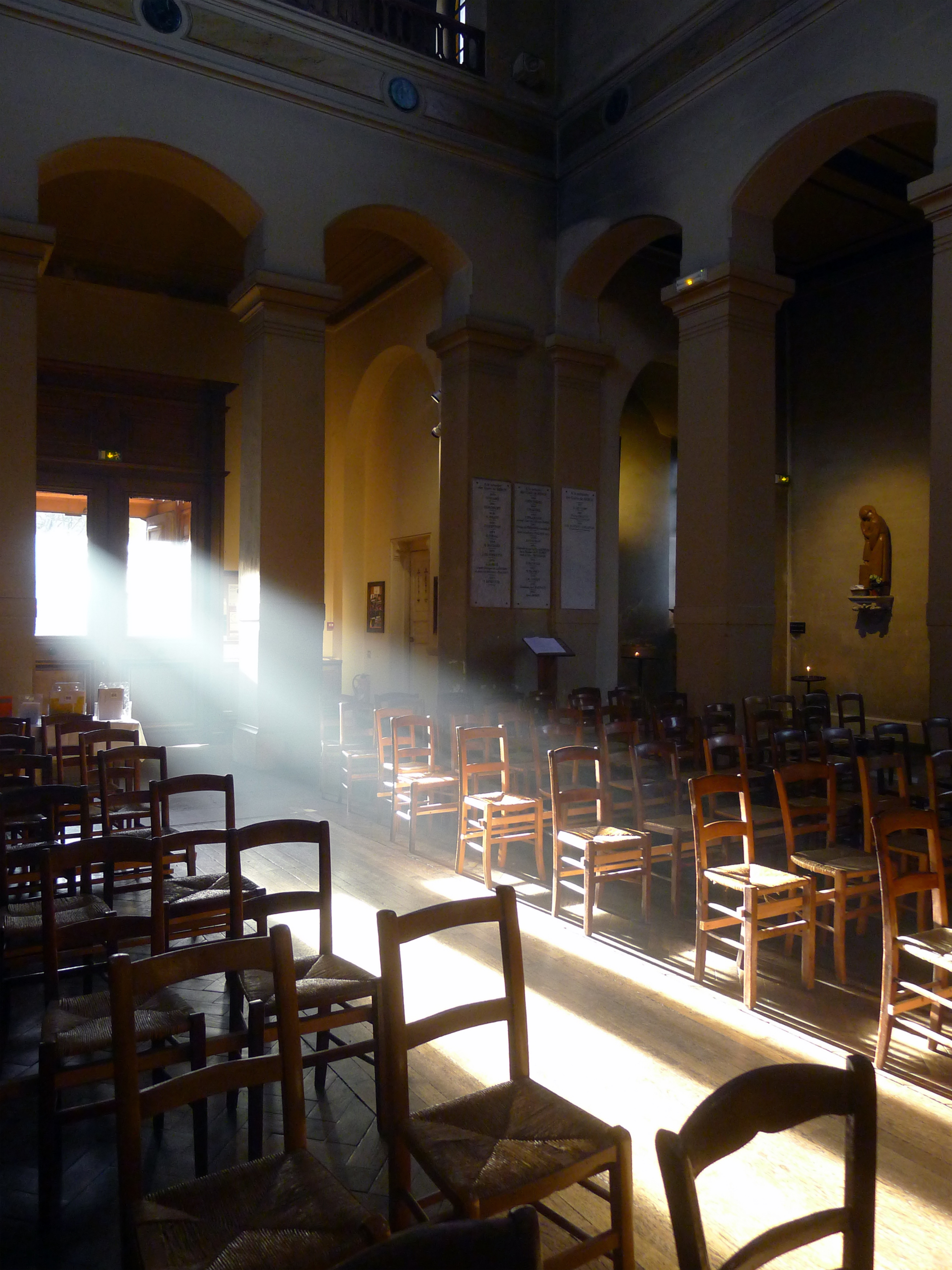
Nef, côté entrée.
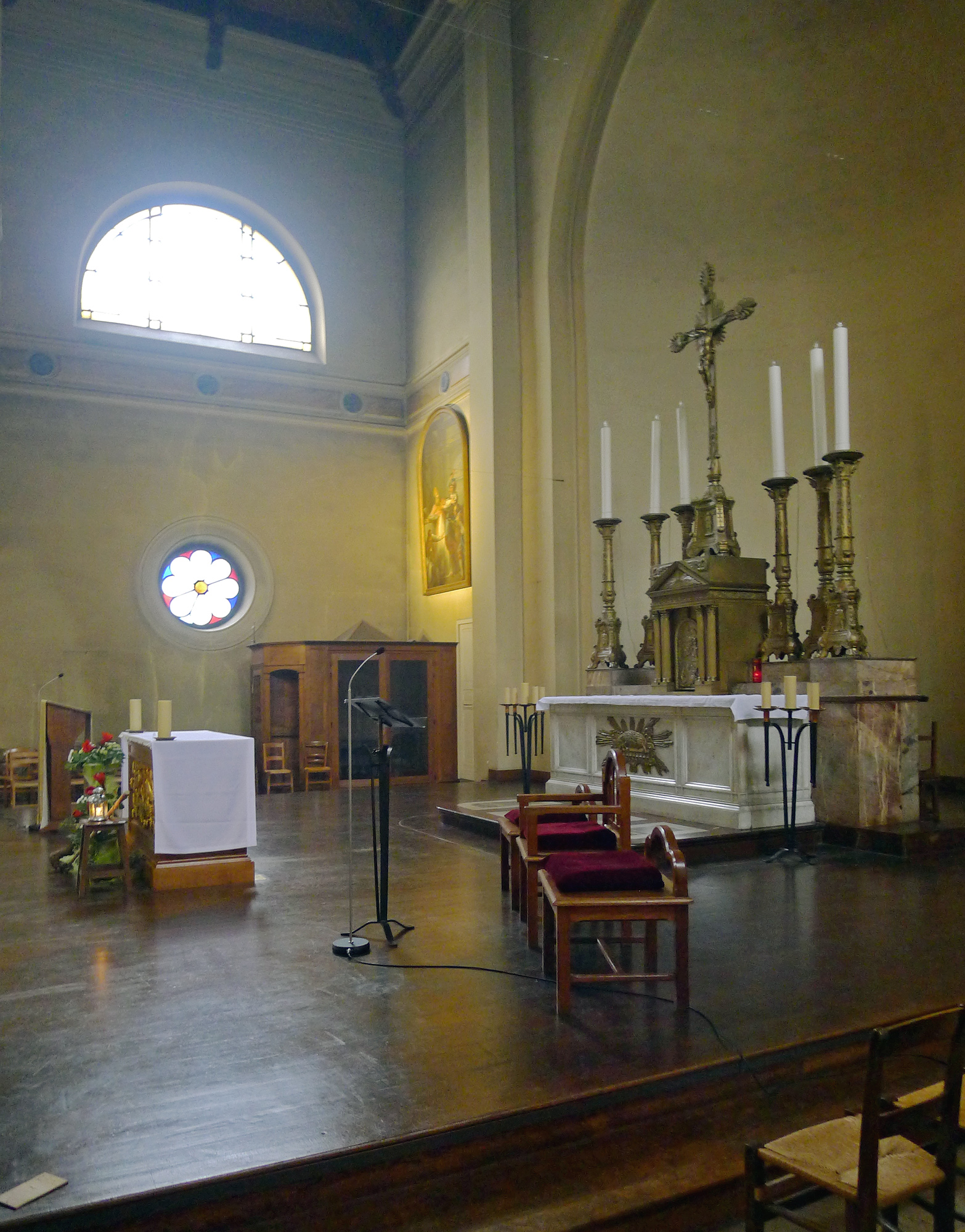
Chœur.

## Le décor intérieur
L'église possède une collection remarquable de peintures religieuses des XVIIe  et  XVIIIe siècles, notamment :
- Jésus et la Samaritaine, Jacques Stella, v. 1640-1645 ;
- La Nativité, École flamande du XVIIe siècle ;
- L'assassinat de saint Thomas Becket; Jean-Baptiste-Marie Pierre, 1748, provenant de l'église Saint-Louis-du-Louvre[7] ;
- L'annonciation, Daniel Hallé, 1659, œuvre offerte par la Ville de Paris en 1877 ;
- La Résurrection de la fille de Jaïre, Charles de La Fosse, v. 1680 ;
- Le Christ en croix, la Vierge et saint Jean, Louis Boullogne, XVIIe siècle.

Une petite statue du moine Émilion de Combes, saint patron des négociants en vins, est également exposée, car l'église est située dans le quartier des entrepôts de Bercy.
Une peinture contemporaine, Lumière divine (Annonciation), située dans la chapelle du baptistère à gauche de l'entrée, est une œuvre de Monique Baroni (1930-2016).
Une sculpture en feuille d’étain représente le bon Larron. Elle est l’œuvre de Michel Laure et date de 1996.
L’orgue est un instrument romantique construit par les frères Stolz, fils de Jean-Baptiste Stoltz, vers 1880. Il est constitué de deux claviers à traction mécanique et de treize jeux. Il n’a jamais été restauré entre sa construction et 2022, date à laquelle la ville de Paris a entrepris une opération de conservation de 18 mois.

Mobilier
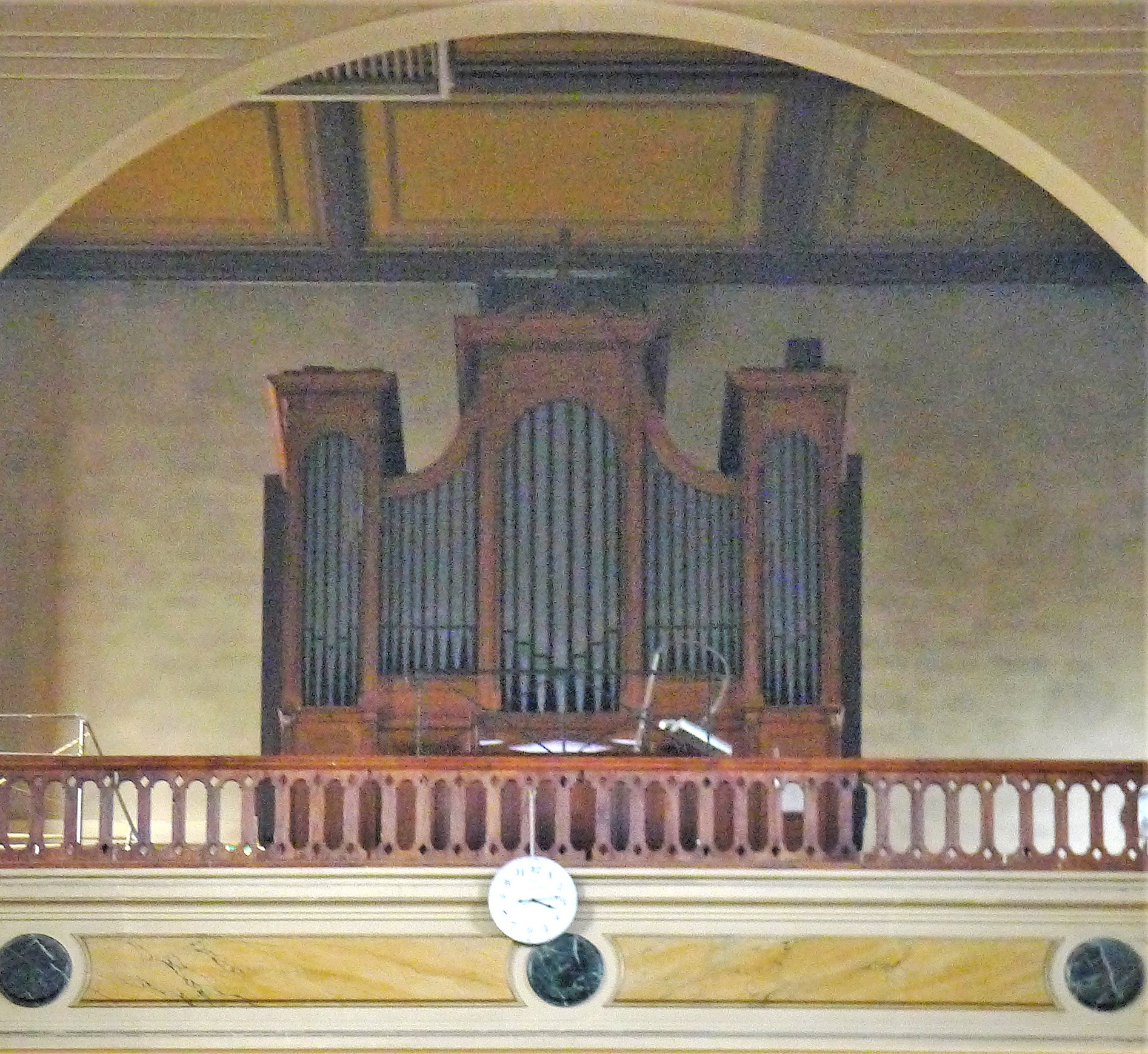
Orgue.
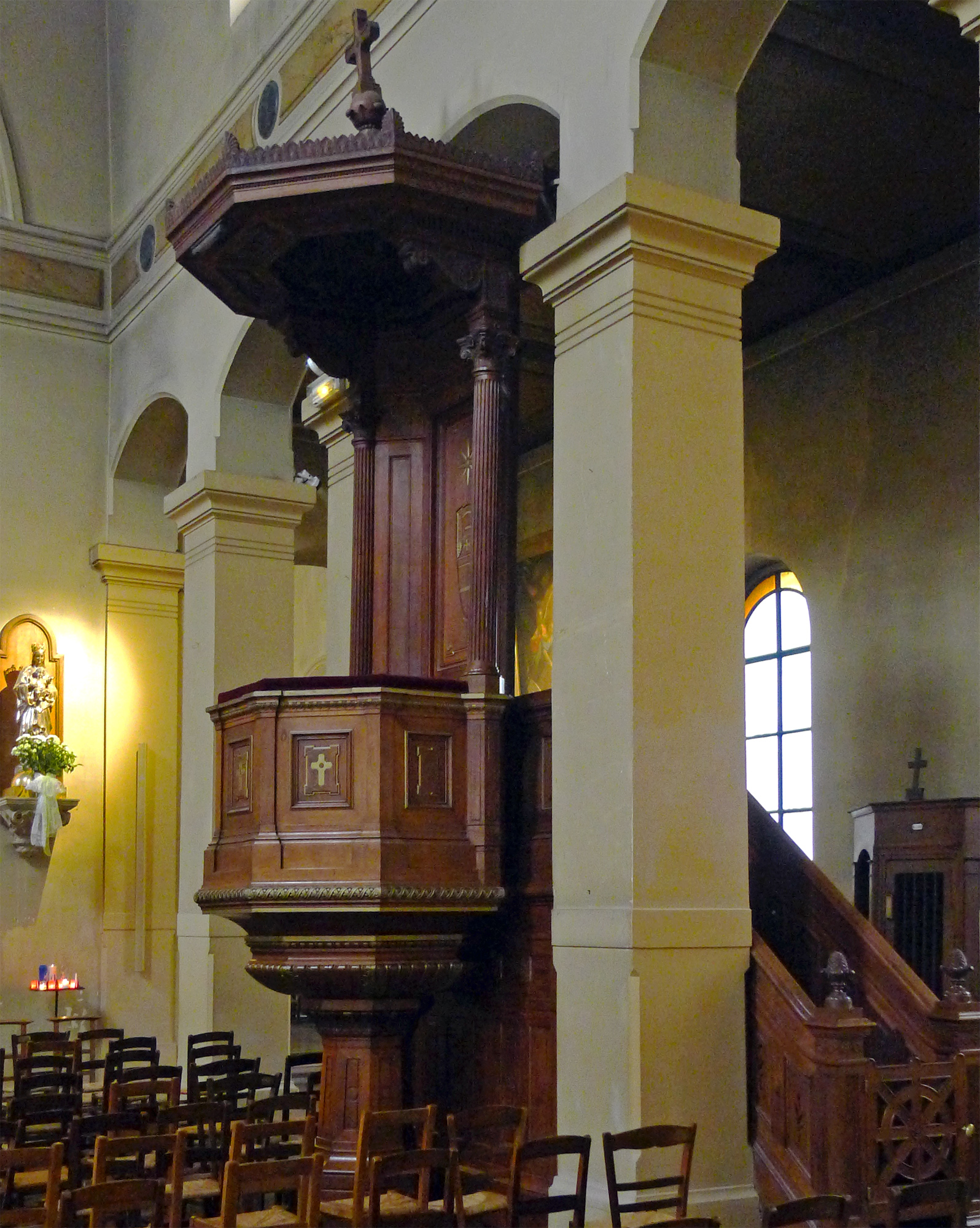
Chaire.

Tableaux
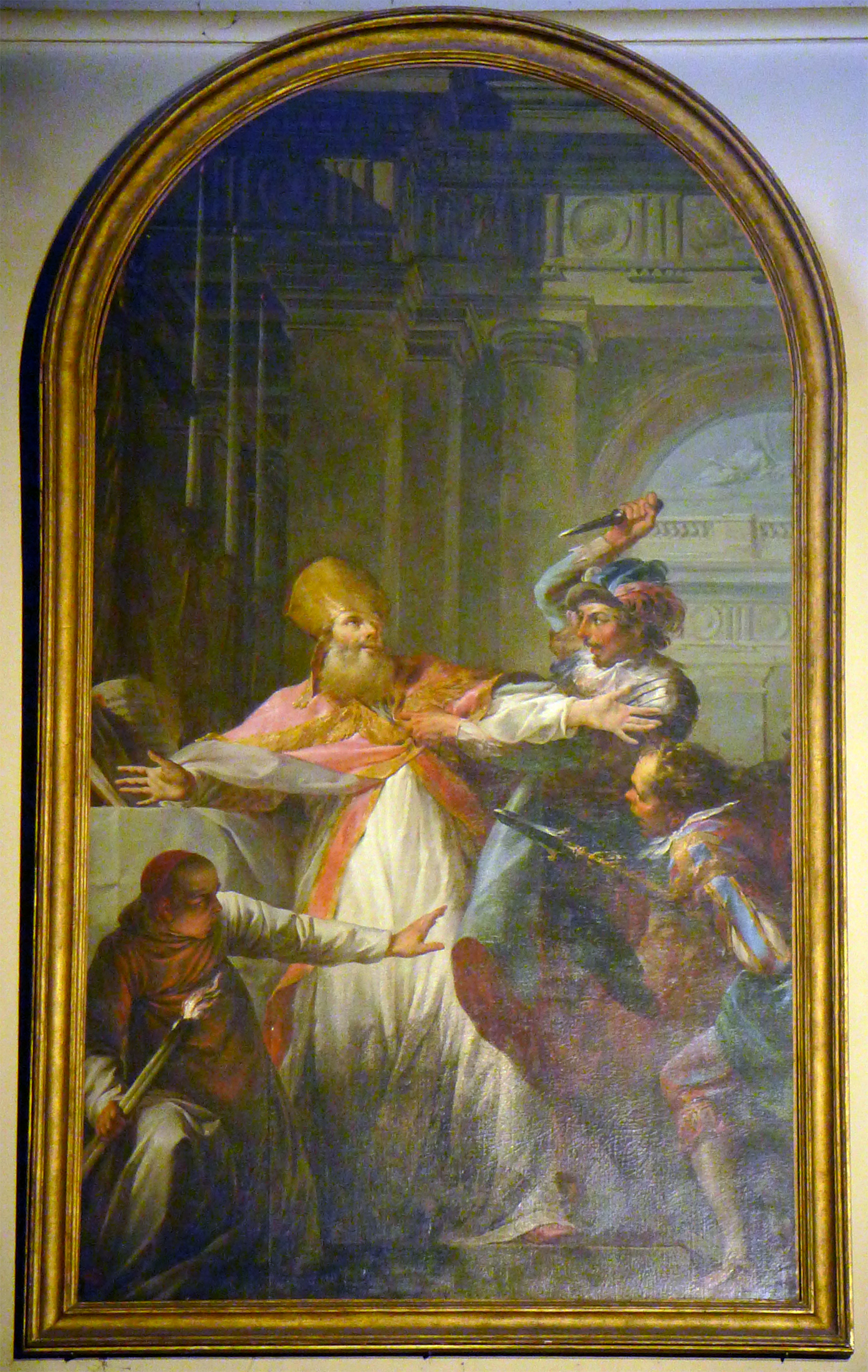
Jean-Baptiste-Marie Pierre, L'Assassinat de saint Thomas Becket, 1748.
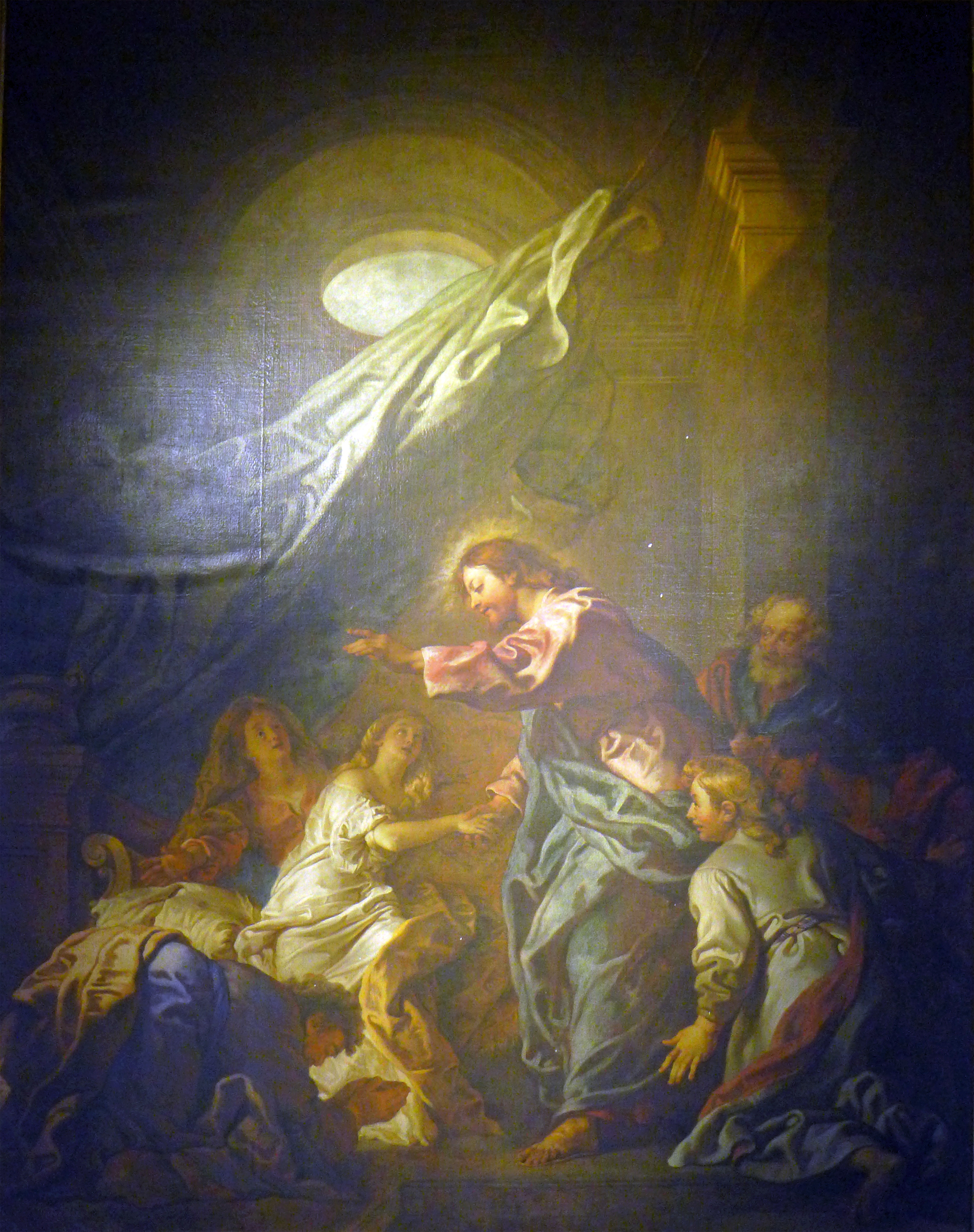
La Fosse, La Résurrection de la fille de Jaïre.
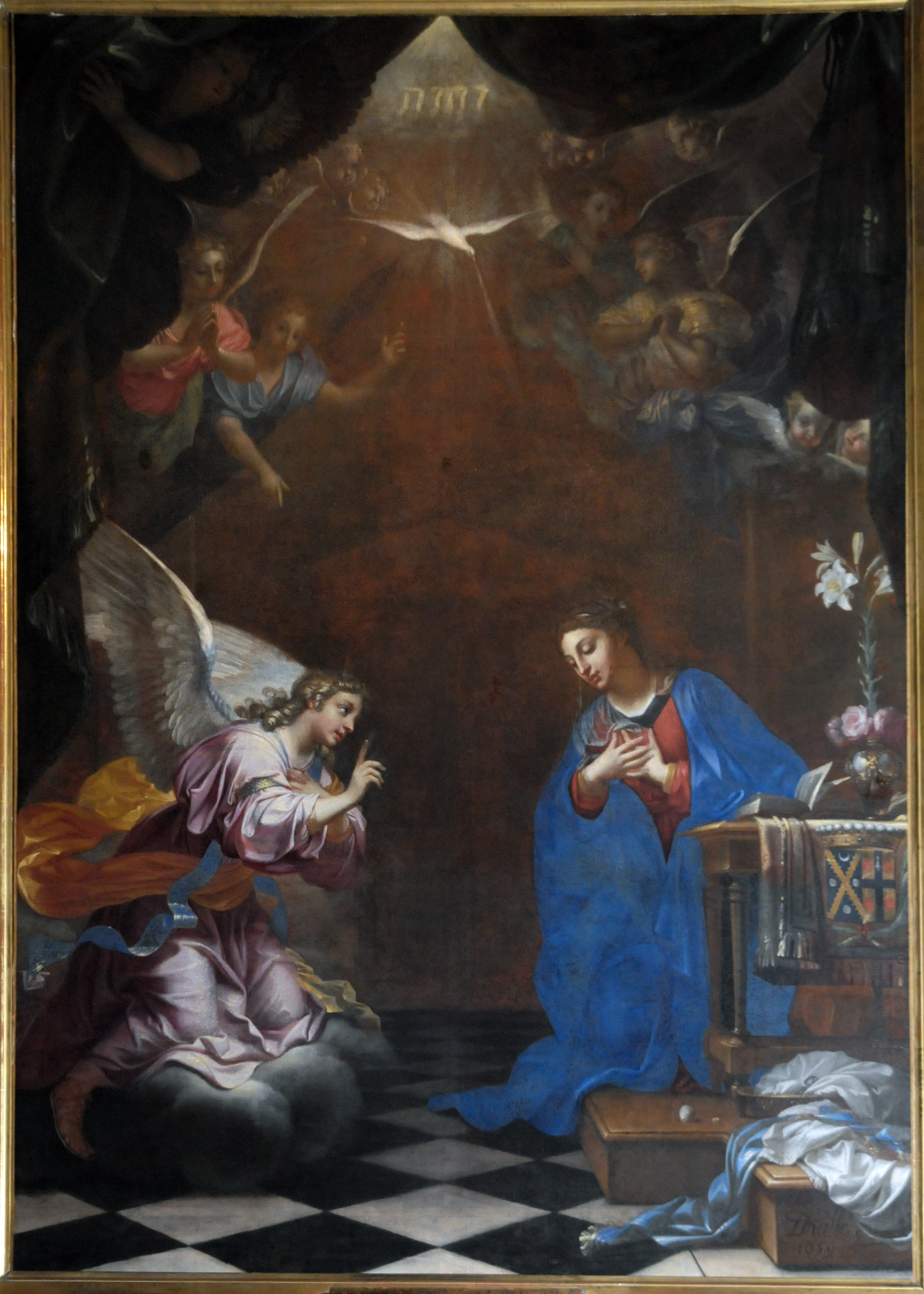
Daniel Hallé, L'Annonciation.
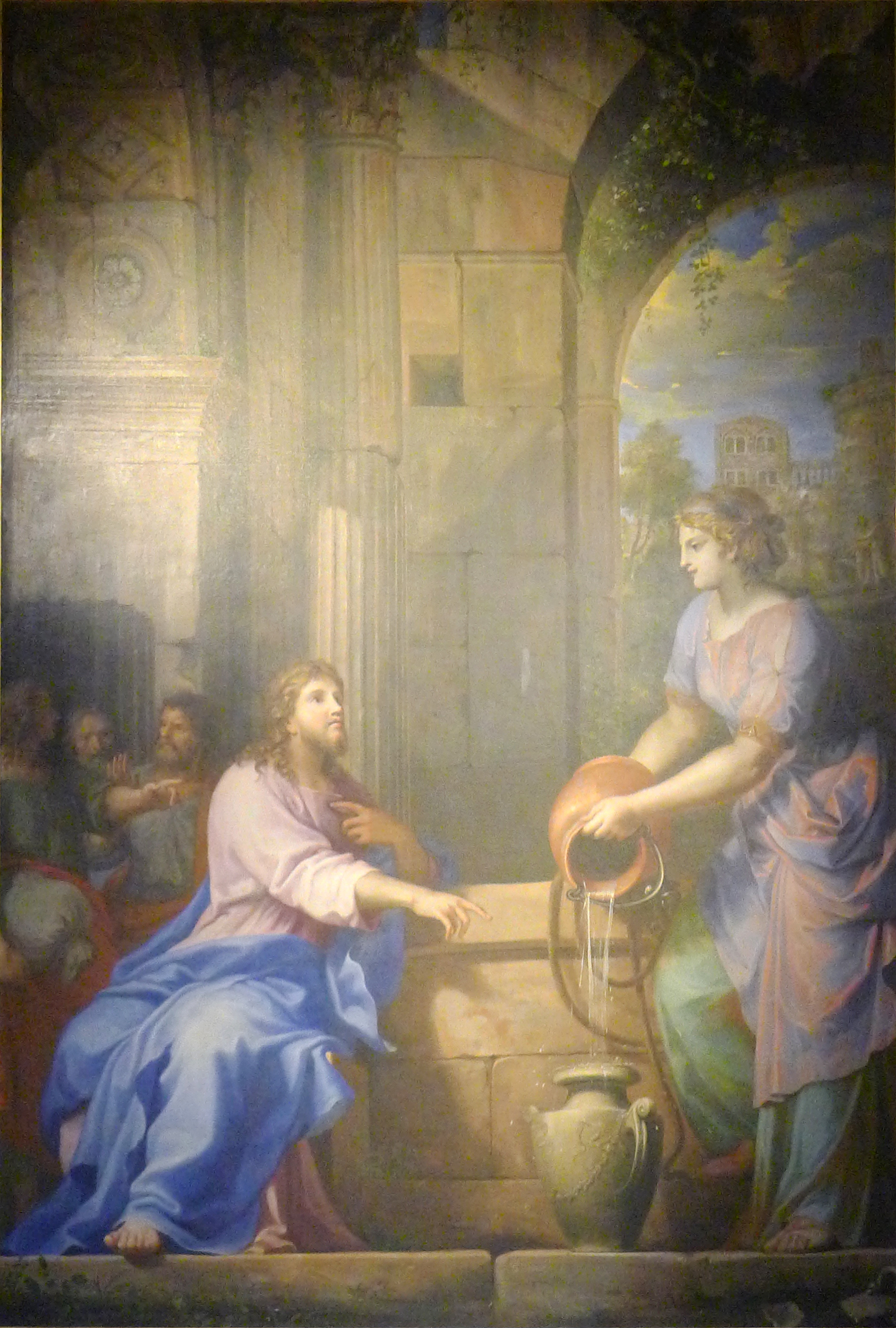
Jacques Stella, Le Christ et la Samaritaine.

## Accès
L'église est accessible par la ligne 6 aux stations Dugommier et Bercy et 14 à la station Bercy.